# Gofraid ua Ímair
Gofraid ua Ímair av Northumbria, död 934, var en engelsk monark. Han var kung av Kungariket Jorvik (kung av Södra Northumbria och York) 927–927. 